# Beratkulon
Beratkulon is een bestuurslaag in het regentschap Mojokerto van de provincie Oost-Java, Indonesië. Beratkulon telt 4627 inwoners (volkstelling 2010).